# Micromorphus alpester
Micromorphus alpester är en tvåvingeart som beskrevs av Negrobov 2000. Micromorphus alpester ingår i släktet Micromorphus och familjen styltflugor. Inga underarter finns listade i Catalogue of Life.